# LaSalle (Illinois)
LaSalle è un comune degli Stati Uniti d'America, situato in Illinois, nella Contea di LaSalle.